# Fontenay-lès-Briis
Fontenay-lès-Briis és un municipi francès, situat al departament de l'Essonne i a la regió de Illa de França. L'any 2007 tenia 1.713 habitants.
Forma part del cantó de Dourdan, del districte de Palaiseau i de la Comunitat de comunes del País de Limours.

## Demografia

### Població
El 2007 la població de fet de Fontenay-lès-Briis era de 1.713 persones. Hi havia 608 famílies, de les quals 100 eren unipersonals (52 homes vivint sols i 48 dones vivint soles), 182 parelles sense fills, 290 parelles amb fills i 36 famílies monoparentals amb fills.
La població ha evolucionat segons el següent gràfic:
Habitants censats

### Habitatges
El 2007 hi havia 652 habitatges, 614 eren l'habitatge principal de la família, 17 eren segones residències i 21 estaven desocupats. 583 eren cases i 64 eren apartaments. Dels 614 habitatges principals, 525 estaven ocupats pels seus propietaris, 69 estaven llogats i ocupats pels llogaters i 20 estaven cedits a títol gratuït; 12 tenien una cambra, 27 en tenien dues, 71 en tenien tres, 127 en tenien quatre i 377 en tenien cinc o més. 536 habitatges disposaven pel capbaix d'una plaça de pàrquing. A 213 habitatges hi havia un automòbil i a 380 n'hi havia dos o més.

### Piràmide de població
La piràmide de població per edats i sexe el 2009 era:
| Homes | Edats   | Dones |
| ----- | ------- | ----- |
| 0     | 95 o +  | 0     |
| 4     | 90 a 94 | 4     |
| 4     | 85 a 89 | 4     |
| 12    | 80 a 84 | 8     |
| 0     | 75 a 79 | 20    |
| 12    | 70 a 74 | 8     |
| 36    | 65 a 69 | 40    |
| 32    | 60 a 64 | 12    |
| 40    | 55 a 59 | 40    |
| 72    | 50 a 54 | 72    |
| 96    | 45 a 49 | 108   |
| 76    | 40 a 44 | 64    |
| 60    | 35 a 39 | 72    |
| 68    | 30 a 34 | 64    |
| 52    | 25 a 29 | 20    |
| 64    | 20 a 24 | 44    |
| 68    | 15 a 19 | 96    |
| 68    | 10 a 14 | 64    |
| 80    | 5 a 9   | 72    |
| 28    | 0 a 4   | 40    |

## Economia
El 2007 la població en edat de treballar era de 1.190 persones, 922 eren actives i 268 eren inactives. De les 922 persones actives 856 estaven ocupades (453 homes i 403 dones) i 67 estaven aturades (36 homes i 31 dones). De les 268 persones inactives 77 estaven jubilades, 118 estaven estudiant i 73 estaven classificades com a «altres inactius».

### Ingressos
El 2009 a Fontenay-lès-Briis hi havia 654 unitats fiscals que integraven 1.829,5 persones, la mediana anual d'ingressos fiscals per persona era de 26.662 €.

### Activitats econòmiques
Dels 60 establiments que hi havia el 2007, 1 era d'una empresa de fabricació de material elèctric, 1 d'una empresa de fabricació d'altres productes industrials, 11 d'empreses de construcció, 8 d'empreses de comerç i reparació d'automòbils, 6 d'empreses de transport, 2 d'empreses d'hostatgeria i restauració, 3 d'empreses d'informació i comunicació, 1 d'una empresa financera, 1 d'una empresa immobiliària, 15 d'empreses de serveis, 1 d'una entitat de l'administració pública i 10 d'empreses classificades com a «altres activitats de serveis».
Dels 17 establiments de servei als particulars que hi havia el 2009, 1 era una funerària, 1 taller de reparació d'automòbils i de material agrícola, 5 paletes, 2 guixaires pintors, 3 electricistes, 2 empreses de construcció, 1 agència immobiliària, 1 tintoreria i 1 saló de bellesa.
L'únic establiment comercial que hi havia el 2009 era una floristeria.
L'any 2000 a Fontenay-lès-Briis hi havia 8 explotacions agrícoles que ocupaven un total de 393 hectàrees.

## Equipaments sanitaris i escolars
El 2009 hi havia una escola elemental.

## Poblacions més properes
El següent diagrama mostra les poblacions més properes.